# Parque nacional del valle del Munzur
 El Parque Nacional del Valle de Munzur ( en turco: Munzur Vadisi Milli Parkı), establecido el 21 de diciembre de 1971, es el parque nacional más grande y con mayor biodiversidad en Turquía.  Se encuentra en el valle Munzur de la cordillera Munzur, en la provincia de Tunceli, en el este de Anatolia.
El parque nacional del Valle de Munzur, parte de la ecorregión montañosa de Anatolia Oriental, es una de las áreas florísticas más ricas de Anatolia. El parque nacional fue establecido para proteger la vida silvestre y la belleza escénica de la región.
El área protegida es administrada por la Dirección General de Protección de la Naturaleza y Parques Nacionales ( en turco: Doğa Koruma ve Milli Parklar Genel Müdürlüğü) del Ministerio de Medio Ambiente y Bosques, e incluso fuera del área administrada, el paisaje está muy bien conservado. En gran parte esto puede deberse a los habitantes Alevi de la región, que respetan la naturaleza como parte de sus creencias religiosas.

## Geografía
El parque nacional está situado entre los 8 km al noroeste del centro de la ciudad de Tunceli y la ciudad de Ovacık, que está a 65 km de la capital provincial. Se extiende a lo largo del valle de Munzur hasta las montañas Munzur, que se elevan hasta 3,300m de altura en el norte. El parque abarca una superficie de 420 km².

## Geología

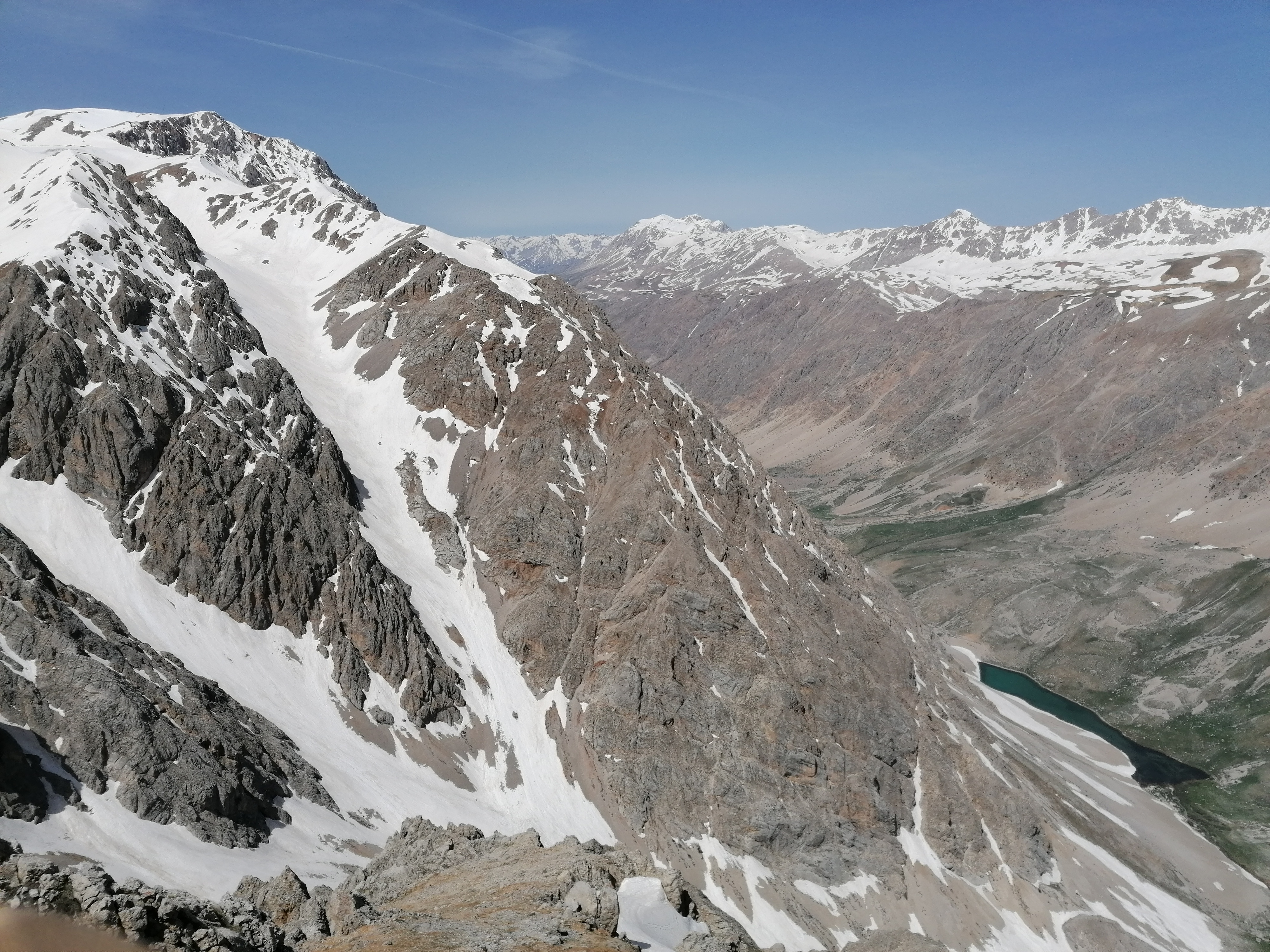
Nieve en la montañas Munzur, Turquía

La estructura geológica de las montañas Munzur, que se levantan entre los valles de Karasu y Murat, está formada por rocas sedimentarias, volcánicas e intrusivas que han sido metamorfizadas. La cordillera está particularmente dividida por los arroyos Mercan y Munzur.
Hay varias cuevas en el parque nacional. Como no se han explorado sistemáticamente, persiste un gran peligro de que especies desconocidas puedan extinguirse. Muchos travertinos y aguas termales existentes indican que Tunceli tiene un gran potencial para la energía geotérmica. 
Lagos glaciares situados desde las elevaciones de 1,600 m en el valle de Mercan, manantiales en la llanura de Ovacık, cañones y cascadas a lo largo de los valles enriquecen los valores naturales del parque nacional.

## Clima
El clima de la región está muy influenciado por un clima continental con temperaturas invernales extremas y fuertes nevadas. La precipitación en el valle de Munzur es variable y oscila entre 600 y 1,000 mm anualmente.

## Ecosistema

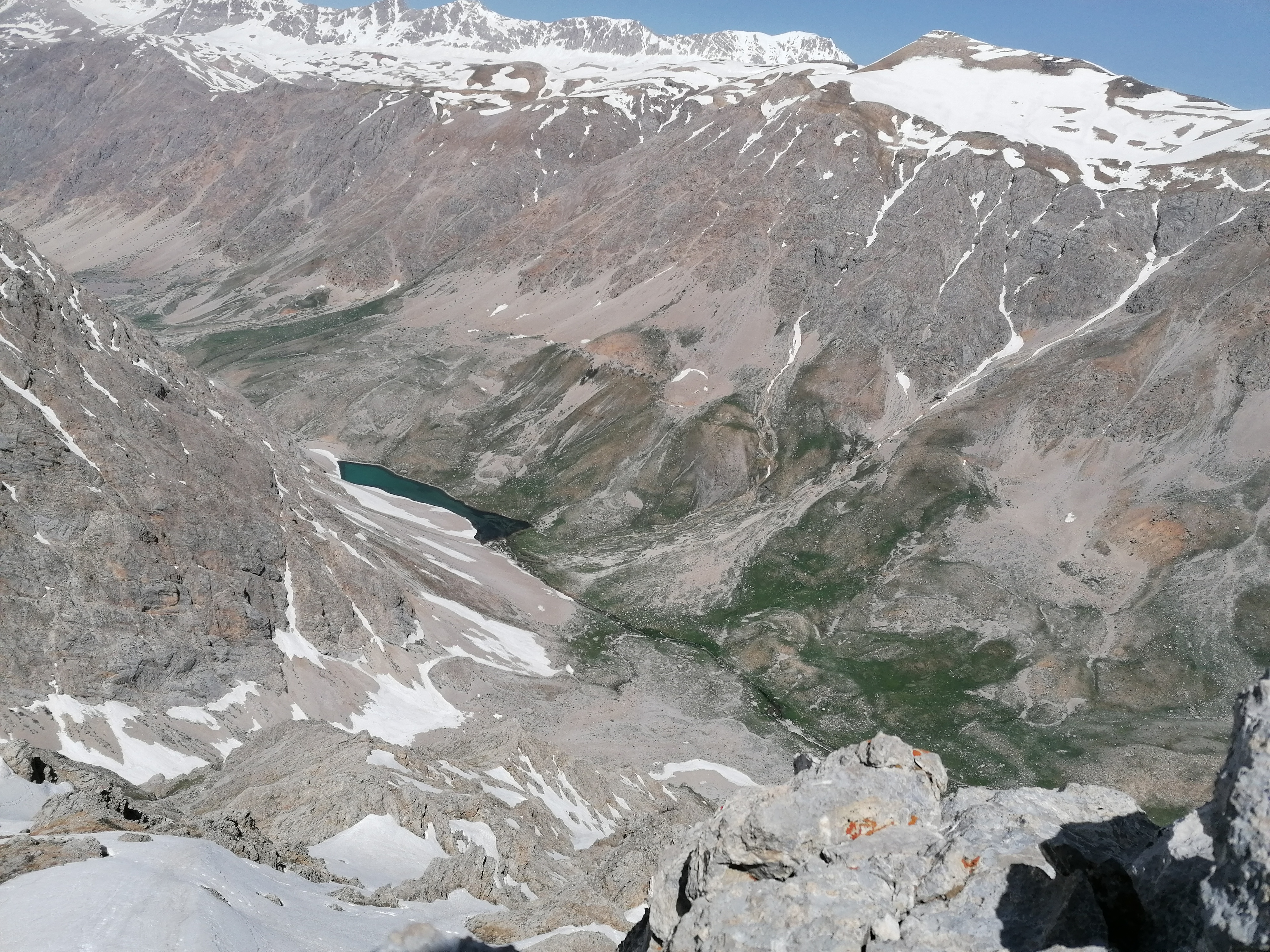
Vista de las montañas Munzur desde la cima.

### Flora
El parque nacional del Valle de Munzur alberga 1.518 especies de plantas registradas, de las cuales 43 son endémicas del parque nacional y 227 son endémicas de Turquía. Plantas como campanilla, Hypericum, tomillo de Munzur, ranúnculos de Munzur, té de montaña, tanaceto de Munzur son endémicas del parque nacional.
Árboles y arbustos

Algunos de los árboles comunes en el parque nacional y que se encuentran en bosques mixtos  son: el olmo, el fresno, el plátano, el pino, el haya, el roble, el álamo temblón, el populus, el sauce, el roble de Valonia, el arce de Noruega, el aliso negro, el abedul, la manzana silvestre, peral silvestre, nogal, avellana silvestre y cedro. 
El abedul es el árbol característico en la región que crece a orillas del río Munzur alrededor de 1,5 km al sur de la ciudad de Ovacık. El roble es el árbol dominante del parque que cubre las colinas y laderas no rocosas.
Plantas de flores silvestres

Las plantas de flores silvestres comunes que se encuentran en el parque son el tulipán, el jacinto, el narciso, la campanilla de nieve común, la viola, la manzanilla alemana, el té mexicano, la leche de arveja y el tomillo silvestre .

### Fauna
El entorno natural en el parque nacional del Valle de Munzur ofrece un hábitat adecuado para la vida silvestre.  Varios géneros de truchas que viven en el río Munzur y el río Mercan, dos subespecies de cabras salvajes, a saber, la gamuza y el bezoar ibex, y el muñeco de nieve del Caspio son el ejemplo de la fauna endémica del parque nacional.
Un área para la protección y cría de varios animales de caza está reservada en el valle del río Munzur.
Mamíferos

El parque y sus alrededores son ricos en animales salvajes que son aprovechados como comida o para deporte. La vida silvestre más importante que habita en el valle de Munzur incluye: lirón lanudo, lobo gris, zorro, marta, oso pardo, lobo salvaje, lince euroasiático, nutria europea, tejón europeo, gamuza, cabra salvaje, ardilla, liebre, jabalí y erizo .
El oso pardo, que vive en los abrigos rocosos, es uno de los grandes mamíferos más importantes de la vida silvestre del valle de Munzur. Otros mamíferos grandes de la región son el lince, el jabalí y el lobo gris, que habitan en lugares rocosos dentro de los bosques.
Aves

El parque es bastante rico en géneros de aves.  Algunas aves heráldicas del grupo diurno que se encuentran en la región son el águila, el buitre, el halcón, el halcón común, el cernícalo, el milano y como una especie poco común el águila real. El búho real, el búho y el murciélago son especies nocturnas que son comunes en el área.
Otros géneros de aves incluyen: perdiz, perdiz gris, gran avutarda, avutarda, grulla, codorniz común, gallina de Eurasia, paloma tortuga, paloma común y paloma de roca, algunas especies de pato y raramente el ganso.
Las especies de aves amenazadas, que se encuentran con bastante frecuencia en el parque nacional son: la cigüeña negra, el buitre barbudo, el buitre egipcio, el buitre leonado, el perdigallo del Caspio, el águila de ala corta, el águila real , el halcón de patas largas, el águila imperial oriental, el águila calzada, el acentor de Radde, el acentuador alpino, el guardabarros, el pavo alpino y el aletón de alas blancas
Peces

La trucha que vive en gran número en los arroyos del parque nacional, constituye un importante valor económico para la región.  Las truchas marrones solían vivir en el valle. 

## Ocio
Debido al clima severo en la región, el período entre el 15 de junio y el 27 de agosto es el mejor período para visitar el parque nacional. El parque ofrece oportunidades para diversos deportes al aire libre y acuáticos, como rafting y montañismo, además de actividades como acampar, hacer pícnic, practicar la pesca deportiva y practicar senderismo.
Mientras que la parte norte del Valle de Mercan es más conveniente para el senderismo, las partes del sur son mejores para acampar y hacer picnics debido a los bosques existentes en esa área.

## Transporte
Se puede llegar a la entrada del parque nacional del Valle de Munzur desde el centro de la ciudad de Tunceli por una carretera asfaltada que conduce a Ovacik a lo largo del río Munzur.

## Presas
En 1985, las Obras Hidráulicas Estatales (DSİ) comenzaron la construcción de una represa con una planta hidroeléctrica en el río Mercan. La represa hidroeléctrica entró en servicio en 2003, generando 20 MW. En 2008, la central eléctrica fue privatizada y fue adquirida por Zorlu Holding por un período de 30 años. Una investigación realizada poco después de la transacción mostró que la represa hidroeléctrica fue construida dentro de las fronteras del parque nacional.
En Tunceli, se construyeron dos represas y se proyectó la construcción de otras represas.  Luego de la finalización de esas represas, una parte grande del parque nacional será inundada por el embalse.  La planificación para las presas está cumplida. Según las leyes sobre protección de bosques y parques nacionales en Turquía, la construcción de represas en tales regiones es una práctica ilegal.
El Fondo Mundial para la Vida Silvestre ha pedido una mayor protección del ecosistema único del parque nacional, que de lo contrario estaría en peligro por los proyectos en curso.

## Otras lecturas
- Kevinç, Özlem (2006). Munzur vadisi milli parkı: dogăl özelliklerinin incelenmesi (en turkish). Kalan Yayınları. p. 119. ISBN 9789758424764.

- Datos: Q1682878
- Multimedia: Munzur Valley National Park / Q1682878